# Jajaira Gonzalez
Jajaira Gonzalez (Glendora, 13 de febrero de 1997) es una boxeadora estadounidense. Ganó una medalla de bronce en los Juegos Panamericanos de 2023 en el evento de boxeo femenino de 60 kg, y representó a los Estados Unidos en esa categoría en los Juegos Olímpicos de París 2024.

## Carrera

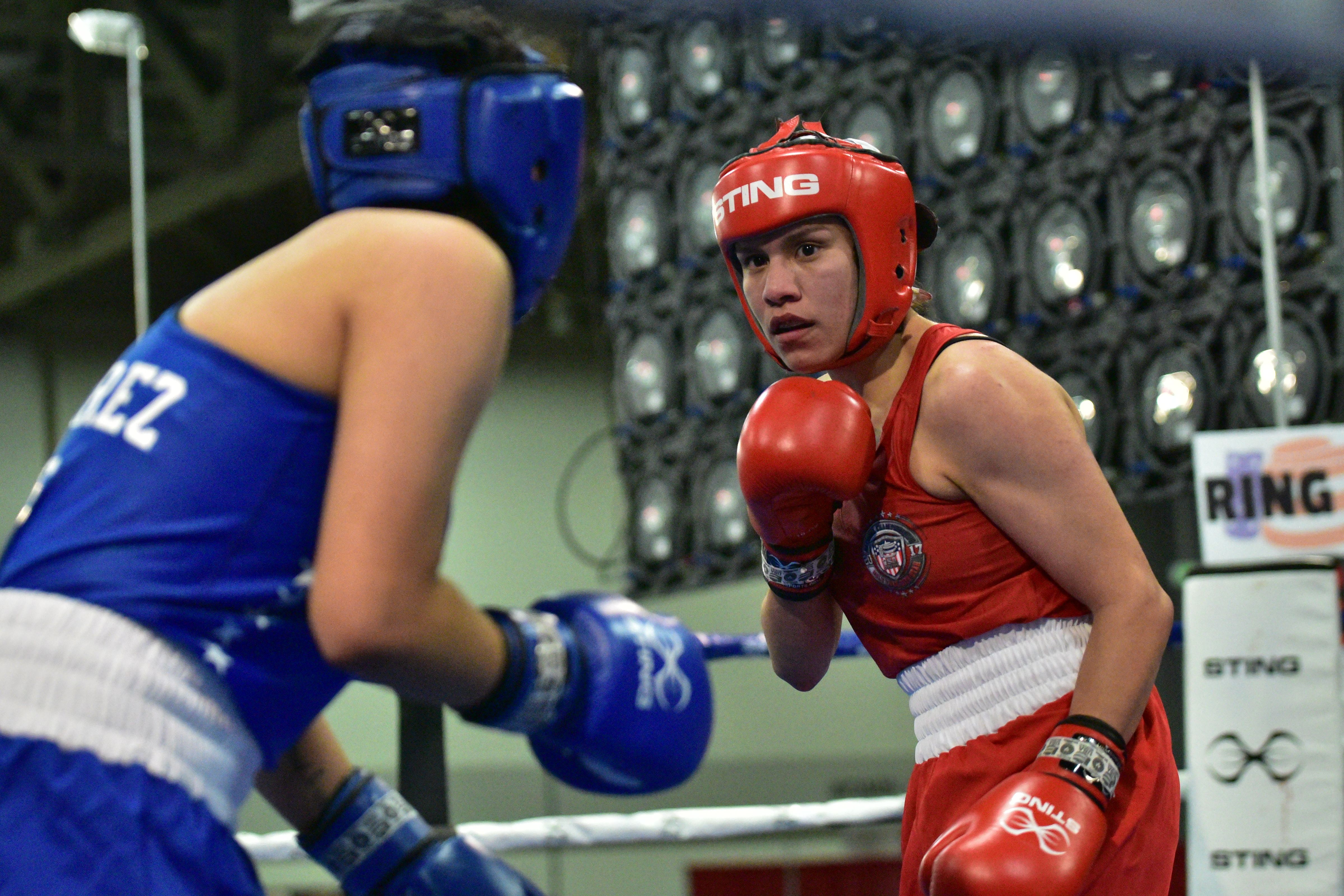
González (derecha) boxeando con Lupe Gutierrez en 2017.

Nació en Glendora, California, y fue una joven boxeadora prometedora cuando era adolescente, ganando los Juegos Olímpicos de la Juventud de 2014, un Campeonato Mundial Juvenil y dos Campeonatos Mundiales Juveniles. Sin embargo, su carrera dio un giro descendente en 2015, cuando estuvo a punto de representar a los EE. UU. en los Juegos Olímpicos de Río de Janeiro 2016 al perder la pelea final por un lugar en el equipo estadounidense por una estrecha decisión. Posteriormente, abandonó el boxeo competitivo durante cuatro años, se mudó al otro lado de Estados Unidos y pasó un período en el programa de boxeo del Ejército de los Estados Unidos. Después de perder su lugar en el equipo de EE. UU. en una derrota inesperada en los campeonatos nacionales de 2018, terminó trabajando en un gimnasio de kickboxing de Virginia.
En 2021, regresó al deporte,  después de ver publicaciones en las redes sociales de excompañeras de USA Boxing sobre viajar a España para competencias. Ella intentó bajar hasta 57 kilogramos (125 lbs) y clasificar para el equipo nacional de EE. UU., pero finalmente perdió ante Alyssa Mendoza por un lugar después de caer en los cuartos de final de un torneo de febrero de 2023 en Bulgaria. Sin embargo, USA Boxing luego le preguntó si estaría interesada en convertirse en su número dos en 60 kg detrás de Rashida Ellis. Ella aceptó, y cuando Ellis más tarde dejó USA Boxing, se convirtió en la principal contendiente de peso ligero del país.
Ganó una medalla de bronce en los Juegos Panamericanos de 2023 y se clasificó para el evento femenino de 60 kg en los Juegos Olímpicos de París 2024 en París. El entrenador principal de USA Boxing, Billy Walsh, calificó su regreso a la forma como «como Lázaro regresando de entre los muertos». En los Juegos Olímpicos de París, superó a la medallista de oro olímpica francesa de 2016 Estelle Mossely en los dieciseisavos de final. A pesar de competir frente a una multitud parisina que la abucheó durante gran parte del combate, venció a Mossely en una decisión unánime de 4–0. Luego pasó a enfrentarse a la medallista de plata de 2020 y boxeadora profesional Beatriz Ferreira en los octavos de final. Aunque sólo perdió la primera ronda por 2-3 en las tarjetas de los jueces, fue finalmente derrotada por la brasileña Ferreira en una decisión unánime general, poniendo fin a su período en los Juegos Olímpicos de 2024.

## Vida personal
Es hermana de los boxeadores profesionales Jousce, JonJairo y Joet Gonzalez, así como de otro hermano llamado Jason. Anteriormente estuvo en una relación con el medallista de plata olímpico de 2016, Shakur Stevenson, quien ganó el título de peso pluma de la OMB en 2019 al derrotar al hermano de Jajaira, Joet.